# Giovan Francesco Gonzaga
 Giovan Francesco Gonzaga  (n. 12 iunie 1921, Milano, Regatul Italiei – d. 2 octombrie 2007, Milano, Italia) a fost un pictor italian.

## Viața și Opera
Giovan Francesco Gonzaga s-a născut la 12 iunie 1921 în oraș Milano.
Acesta este exprimat folosind ca tehnici principale: ulei, creion, acuarela, litografie și silkscreen pe panza.
Subiecții sunt de obicei reprezentate cu cai, cavaleri, naturi statice, portrete, soldați și peisaje; sunt interesante obiecte sacre, cum ar fi crucifixuri, și în special portrete ale Fecioarei Maria, etc.
Celebru este întâlnirea cu Giorgio de Chirico, în începutul anilor cincizeci de secolul XX, faptul că, cu ocazia expoziției de tineri Gonzaga, va fi lovit de cai sale celebre.
Maestrul a murit la Milano pe 2 octombrie2007.

## Premiile
- Premiu Milano 1946;
- Premiu Fenarete 1949;
- Medalia de aur dat de Arhiepiscopul de Milano Cardinalul Giovanni Battista Montini, la Chiesa della Medaglia Misericordiosa de Milano 1962;
- Premiu Cassa di Risparmio di Milano 1962;
- Premiu Marzotto 1963;
- Pavone d'oro 1967;
- Le grolle d'oro 1972;
- Medalia de aur dat de Papă Ioan Paul al II-lea în Salsomaggiore Terme 1997;
- Ambrogino d'oro 2001.

### DVD
- A.A.V.V., Giovan Francesco Gonzaga. Serigrafie 2004-2005, Elefante TV spa, Roncadelle (BS) 2006.